# Slowaaks korfbalteam
Het Slowaaks korfbalteam is een team van korfballers dat Slowakije vertegenwoordigt in internationale wedstrijden. De verantwoordelijkheid van het Slowaakse korfbalteam ligt bij de Slovak Korfball Association (SAK). Het achttal won tot nu toe nog geen enkele prijs, echter won het wel goud op de European Bowl.

## Resultaten op de wereldkampioenschappen
| Wereldkampioenschap korfbal |               |             |               |
| Jaar                        | Kampioenschap | Gastheer    | Klassering    |
| 1978                        | 1e WK         | Nederland   | Geen deelname |
| 1984                        | 2e WK         | België      | Geen deelname |
| 1987                        | 3e WK         | Nederland   | Geen deelname |
| 1991                        | 4e WK         | België      | Geen deelname |
| 1995                        | 5e WK         | India       | 10e plaats    |
| 1999                        | 6e WK         | Australië   | Geen deelname |
| 2003                        | 7e WK         | Nederland   | 13e plaats    |
| 2007                        | 8e WK         | Tsjechië    | Geen deelname |
| 2011                        | 9e WK         | China       | Geen deelname |
| 2015                        | 10e WK        | België      | Geen deelname |
| 2019                        | 11e WK        | Zuid-Afrika | Geen deelname |
| 2023                        | 12e WK        | Taiwan      | 15e plaats    |

## Resultaten op de Wereldspelen
| Wereldspelen |                  |                       |               |
| Jaar         | Kampioenschap    | Gastland              | Klassering    |
| 1985         | 2e Wereldspelen  | Karlsruhe (Duitsland) | Geen deelname |
| 1989         | 3e Wereldspelen  | Karlsruhe (Duitsland) | Geen deelname |
| 1993         | 4e Wereldspelen  | Den Haag (Nederland)  | Geen deelname |
| 1997         | 5e Wereldspelen  | Lahti (Finland)       | Geen deelname |
| 2001         | 6e Wereldspelen  | Akita (Japan)         | Geen deelname |
| 2005         | 7e Wereldspelen  | Duisburg (Duitsland)  | Geen deelname |
| 2009         | 8e Wereldspelen  | Kaohsiung (Taiwan)    | Geen deelname |
| 2013         | 9e Wereldspelen  | Cali (Colombia)       | Geen deelname |
| 2017         | 10e Wereldspelen | Wroclaw (Polen)       | Geen deelname |
| 2022         | 11e Wereldspelen | Birmingham (Amerika)  | Geen deelname |
| 2025         | 12e Wereldspelen | Chengdu (China)       | Geen deelname |

## Resultaten op de Europese kampioenschappen
| Europees kampioenschap korfbal |               |           |               |
| Jaar                           | Kampioenschap | Gastland  | Klassering    |
| 1998                           | 1e EK         | Portugal  | 8e plaats     |
| 2002                           | 2e EK         | Catalonië | 9e plaats     |
| 2006                           | 3e EK         | Hongarije | Geen deelname |
| 2010                           | 4e EK         | Nederland | 13e plaats    |
| 2014                           | 5e EK         | Portugal  | 14e plaats    |
| 2016                           | 6e EK         | Nederland | Geen deelname |
| 2018                           | 7e EK         | Nederland | 11e plaats    |
| 2021                           | 8e EK         | België    | Geen deelname |
| 2024                           | 9e EK         | Spanje    | Geen deelname |